# Пътнически кораб
Пътнически кораб е плавателен съд или кораб, един от класовете плавателни съдове. Съгласно определението на Конвенцията СОЛАС (СОЛАС, от на английскиSOLAS, International Convention for the Safety of Life at Sea – Международна конвенция по опазване на човешкия живот в морето), (п. f Правила 2 Глава I) е, който превозва над дванадесет пътника. В тази категория не се включват товарните съдове, които са способни да превозват ограничен брой пътници, но мнозинството пътнически съдове са способни, на свой ред, да превозват допълнително поща, а също така и други различни товари.
Независимо от това, че пътническите кораби се отнасят към цивилния (граждански) флот, те могат да се използват за военни цели като войскови транспорти, болнични съдове. Бързоходните пътнически лайнери също се използват като спомагателни крайцери до средата на Втората световна война.
Океанският лайнер е традиционен тип пътнически кораб. С развитието на авиацията дадения вид транспорт става ненужен.
За сметка на това стават популярни круизните съдове за пътници, участващи в групова туристическа програма с цел кратковременни туристически посещения съгласно разписание на едно или няколко пристанища, открити за влизане на чуждестранни плавателни съдове.
Също продължават активно да се експлоатират фериботите, извършващи регулярни рейсове между няколко порта. Освен пътници фериботите могат да превозват товари и автомобили (както леки, така и товарни).